# Minuscolo
Il minuscolo (dal latino minus «minore») è una grafia delle lettere dell'alfabeto che, in contrapposizione con quella maiuscola, si evidenzia per le minori dimensioni o per altri dettagli grafici.
Le lettere minuscole sono la forma ridotta delle lettere maiuscole: ad esempio la lettera "a" è la minuscola della lettera "A" maiuscola. Le lettere minuscole dell'alfabeto italiano sono: a, b, c, d, e, f, g, h, i, l, m, n, o, p, q, r, s, t, u, v e z.

## Storia
In origine l'alfabeto latino veniva scritto solo in lettere maiuscole che erano ben delimitate inferiormente e superiormente. Nel I secolo fece la sua comparsa la corsiva minuscola una scrittura più rapida e adatta per la penna, le lettere tendevano così ad assumere una forma arrotondata e molto più semplice, simile all'onciale. Più tardi, nel III secolo, si evolse nel semionciale.
Queste scritture in seguito portarono alla nascita della carolingia minuscola, sviluppata da Alcuino per essere usata alla corte di Carlo Magno, che presto si diffuse largamente in Europa. Per la prima volta divenne comune usare insieme lettere maiuscole e minuscole in un testo.
Tradizionalmente molte lettere importanti—quali quelle all'inizio delle frasi o i nomi propri—erano più grandi delle altre; venivano inserite con scritture differenti, anche se non c'era ancora un sistema fisso fino all'inizio del XVIII secolo (e anche quando tutti i nomi vennero scritti in maiuscolo il sistema venne seguito in tedesco ma non in inglese). Attualmente le norme per l'uso del maiuscolo e del minuscolo variano da lingua a lingua; ad esempio in italiano e in francese il maiuscolo viene usato nell'iniziale dei nomi propri, in tedesco per l'iniziale di tutti i sostantivi.

## Altri alfabeti
Sviluppi simili si ebbero anche in altri alfabeti. Il minuscolo nell'alfabeto greco ha avuto origine nel VII secolo ed ha acquisito la sua forma quadrilineare nell'VIII secolo. Con il passare del tempo le lettere di forma onciale vennero sempre più mischiate negli scritti. Il più antico testo greco in minuscolo è quelli dei Vangeli Uspenski (MS 461) dell'835. La pratica moderna di mettere le maiuscole in ogni frase sembra essere stata importata (e non è comunemente usata attualmente se si stampa del materiale greco antico).
L'alfabeto samaritano ha anche le lettere minuscole che invece sono inusuali negli abjad quali l'ebraico, siriaco e arabo, che sono in genere scritti in un solo tipo di carattere.

## Utilizzo
Nelle scritture che distinguono tra scrittura minuscola e maiuscola, la prima è usata nella maggior parte dei testi e per la maggior parte di ogni testo lasciando la seconda per quando è necessario mettere in risalto e per i contesti particolari.

## Numeri

In alcuni tipi di carattere esistono dei numeri in “minuscolo”. Se i numeri maiuscoli normalmente usati occupano tutti lo stesso spazio verticale (dalla linea di base all'altezza delle maiuscole), i numeri minuscoli presentano dei tratti discendenti (3, 4, 5, 7 e 9) o dei tratti ascendenti (6 e 8), i rimanenti (0, 1 e 2) hanno un'altezza pari all'altezza della x.